# Conophytum devium
Conophytum devium là một loài thực vật có hoa trong họ Phiên hạnh. Loài này được G.D.Rowley mô tả khoa học đầu tiên năm 1978.